# A Maldição de Chucky
Curse of Chucky (prt/bra: A Maldição de Chucky) é um filme norte-americano de 2013, dos gêneros terror e suspense, escrito e dirigido por Don Mancini e lançado diretamente em vídeo nos Estados Unidos.

## Sinopse
Depois da morte de sua mãe, Nica começa a ver relação entre aquele boneco ruivo e os assassinatos por ali.

## Elenco
| Intérprete         | Personagem            |
| ------------------ | --------------------- |
| Fiona Dourif       | Nica                  |
| Chantal Quesnelle  | Sarah                 |
| Danielle Bisutti   | Barb                  |
| A Martinez         | Padre Frank           |
| Maitland McConnell | Jill                  |
| Brennan Elliott    | Ian                   |
| Summer Howell      | Alice                 |
| Adam Hurtig        | Policial Stanton      |
| Alex Vincent       | Andy Barclay          |
| Jennifer Tilly     | Tiffany Valentine Ray |
| Brad Dourif        | Chucky                |

## Confirmação
Em uma entrevista em agosto de 2008, David Kirschner falou de um reinício da franquia previsto para ser escrito e dirigido por Don Mancini. Eles descreveram a escolha de um remake e não uma sequência — como os fãs querem ver um filme assustador do Chucky, ele diz querer voltar com o simples gênero horror em vez de comédia horror. Eles também disseram que Brad Dourif voltaria como Chucky e que esperavam uma versão prevista para 2011. Em uma entrevista posterior, Mancini descreveu o remake de um mais escuro e assustador remake do filme original, mas que, ao ter movimentos novos, não está muito longe do conceito original. Em uma convenção de horror de 2009, Brad Dourif confirmou o seu papel no remake, mas não deu indicação de quando começaria a produção.
Em 23 de junho de 2012, o site Omelete confirmou que o diretor Don Mancini decidiu fazer uma sequência da série em vez de um remake.

## Recepção
O site  Rotten Tomatoes deu 80% de aprovação ao filme.